# Homalotylus eytelweinii
Homalotylus eytelweinii är en stekelart som först beskrevs av Julius Theodor Christian Ratzeburg 1844.  Homalotylus eytelweinii ingår i släktet Homalotylus och familjen sköldlussteklar. Arten är reproducerande i Sverige. Inga underarter finns listade i Catalogue of Life.